# Општина Штефанешти (Валча)
Штефанешти (рум. Ştefăneşti) општина је у Румунији у округу Валча.
Oпштина се налази на надморској висини од 166 m.